# Exoprosopa stackelbergi
Exoprosopa stackelbergi är en tvåvingeart som beskrevs av Zaitzev 1972. Exoprosopa stackelbergi ingår i släktet Exoprosopa och familjen svävflugor. Inga underarter finns listade i Catalogue of Life.